# José María Dusmet Alonso
José María Dusmet Alonso (Chinchón, (Madrid), 17 de febrero de 1869 - Zaragoza, 11 de octubre de 1960) fue un entomólogo español.
Se doctoró en Ciencias Naturales por la Universidad Central en 1894 con la tesis Algunos datos para el estudio de los Tentredínidos de España. Reunió una colección de 50.000 ejemplares que inició a los 11 años, con un Hemíptero Phyncoris ápteras recolectado en el jardín de la casa familiar de Ambel y que conservó durante toda su vida. Donó su colección al Museo de Ciencias Naturales de Madrid que conserva todos estos materiales, junto con sus notas y publicaciones.
Autoridad de reconocido prestigio internacional llegó a descubrir más de 170 especies nuevas y 28 tipos de variedades, algunas de las cuales llevan su nombre. Su primer descubrimiento fue el Ailantus Dusmeti obtenido en el cazadero de Rivas de Jarama (Madrid). Otras 40 especies de insectos llevan latinizado el apellido Dusmet. Además el Museo de Ciencias Naturales quiso honrar su memoria dando su nombre a tres nuevos géneros de insectos:
Encírtidos, Dusmetia
Cinípidos, Dusmetiala
Dípteros, Dusmetina
Fue Presidente de la Real Sociedad Española de Historia Natural (1916 y 1940),
Presidente de la Sociedad Entomológica de España (1919),
Presidente de la Sociedad Ibérica de Ciencias Naturales (1924),
Profesor honorario del Museo Nacional de Ciencias Naturales,
Profesor del Instituto Español de Entomología,
Profesor del C.S.I.C., Patronato «Ramón y Cajal».
Fue asimismo miembro de otras muchas entidades nacionales y extranjeras entre las que destacan la Asociación Española para el Progreso de las Ciencias, Sociedad Aragonesa de Ciencias Naturales, Deustsche Entomologische Gesellschaft, Société Scientifique de Bruxelles e Institució Catalana d’História Natural. Finalmente, en 1944, pronunció su discurso de ingreso como Académico Numerario de la Real Academia de Ciencias Exactas, Física y Naturales.
Relacionado con los más importantes especialistas de la época tomó parte en numerosos Congresos Internacionales de Entomología como los de Bruselas (1910), Oxford (1912) y Madrid (1915), en donde fue honrado con una de las Vicepresidencias.
Murió en Zaragoza el 11 de octubre de 1960.

## Algunas publicaciones
Entre su numerosa bibliografía destaca:
- «Los Apidos en España I-VIII», en Boletín de la Real Sociedad Española de Historia Natural, Madrid 1905-1935;

Observaciones sobre nidificación de la Amophila hirsuta, Oxford, 1912;
- Sobre algunas anomalías en las alas de los Himenópteros, Madrid, 1912; Himenópieros de Aragón, 1915;
- Apuntes para la Historia entomológica de España, Asociación Española para el Progreso de la Ciencia, Madrid, 1917;
- Observaciones sobre la procedencia española de muchos ápidos descritos por Pérez en especies nuevas de Meliféridos de Baroarie, 1920;
- Sobre la dificultad que hay de escoger los caracteres preferibles para la clasificación de los Himenópteros, 1929.

Su última publicación fue la revisión de los véspidos y masáridos de España, aparecida en 1951 cuando contaba ya 82 años.

## Abreviatura (zoología)
La abreviatura Dusmet  se emplea para indicar a José María Dusmet Alonso como autoridad en la descripción y taxonomía en zoología.